# Liste des villes fantômes des États-Unis
Cet article recense des villes fantômes aux États-Unis.
Une ville fantôme est une ville initialement habitée et animée qui a été abandonnée.

## Liste par État

### Alabama
- Battelle (Alabama) (en)
- Bellefonte (Alabama) (en)
- Barnsville (Alabama) (en)
- Blanche
- Broomtown (Alabama) (en)
- Cahawba (Alabama) (en)
- Failetown (Alabama) (en)
- Forney (Alabama) (en)
- Louina (Alabama) (en)
- Rock Run (Alabama) (en)

### Arizona
- Adamana
- Aura
- Bisbee (Arizona)
- Bumble Bee
- Cascabel (en)
- Charleston
- Cherry
- Cochise
- Copper Creek (Arizona) (en)
- Courtland (Arizona) (en)
- Ehrenberg (Arizona)
- Fairbank (Arizona)
- Geronimo (Arizona) (en)
- Gleeson
- Goldroad
- Harshaw (Arizona) (en)
- Hilltop (Arizona) (en)
- Hyder
- Jerome Junction
- Johnson (Arizona) (en)
- Kentucky Camp (Arizona) (en)
- Kofa (Arizona) (en)
- La Paz (Arizona) (en)
- Mammoth
- Millville (Arizona) (en)
- Mohave City (Arizona) (en)
- Mowry
- Oatman (Arizona)
- Oro Blanco (Arizona) (en)
- Paradise (Arizona) (en)
- Ray (Arizona) (en)
- Reymert (Arizona) (en)
- Ruby (Arizona) (en)
- Santa Claus (Arizona) (en)
- Signal (Arizona) (en)
- Spenazuma (Arizona) (en)
- Stanton (Arizona) (en)
- Sunglow
- Swansea
- Tiger (Arizona) (en)
- Tip Top
- Tombstone
- Total Wreck (Arizona) (en)
- Tres Alamos (Arizona) (en)
- Vulture Mine (en)
- Webb (Arizona) (en)
- White Hills (Arizona)
- Wolf Hole (Arizona) (en)
- Zeniff (Arizona) (en)

### Arkansas
- Arkansas Post National Memorial
- Fort Douglas (Arkansas)
- Graysonia (Arkansas) (en)
- Kimberly (Arkansas) (en)
- Monte Ne (Arkansas) (en)
- Napoleon (Arkansas) (en)
- Rush (Arkansas) (en)

### Caroline du Nord
- Brunswick Town (Caroline du Nord) (en)
- Portsmouth (Caroline du Nord)

### Caroline du Sud
- Andersonville (Caroline du Sud) (en)
- Ellenton  (Caroline du Sud) (en)
- Dunbarton (Caroline du Sud) (en)
- Hamburg (Caroline du Sud) (en)
- Meyers Mill (Caroline du Sud) (en)

### Connecticut
- Dudleytown (Connecticut) (en)

### Dakota du Nord
- Aurelia
- Churchs Ferry
- Hartland
- Lonetree
- Palermo
- Tagus (Dakota du Nord) (en)
- Fort Buford
- Sims (Dakota du Nord) (en)
- Wheelock (Dakota du Nord) (en)

### Dakota du Sud
- Ardmore
- Lowry
- Manchester

### Delaware
- Banning
- Glenville
- New Market
- Owens Station
- Saint Johnstown
- Zwaanendael (première colonie dans cet État, détruite par les Amérindiens)

### Géorgie
- Allatoona
- Auraria
- Campbellton
- Ceney
- Chestatee
- Chubbtown
- Creighton
- Diamond
- Doctortown
- Ebenezer
- Ehpesus
- Everett Springs
- Esom Hill
- Felton
- Harnageville, également nommée Tate
- Holland
- Knucklesville
- Livingston
- Marblehill
- McWorther
- Mountain View
- PoBiddy Crossroads
- Possum Trot
- Rising Fawn
- Sixes
- Spring Place
- Tilton
- Tyus
- Wax

### Hawaï
- Apua
- Kaimū
- Kalapana
- Kapoho
- Waialee

### Idaho
- Bayhorse
- Bonanza
- Burke
- De Lamar
- Florence
- Gilmore
- Mount Idaho
- Rocky Bar
- Ruby City
- Silver City
- Strevell

### Illinois
- Anderson
- Barr
- Brush Point
- Centerville
- Challacombe
- Clifford Eight
- Coltonville
- Comer
- Enos
- Evans
- Greenridge
- Griggsville Landing
- Hagaman
- Horace
- Kankakee City
- Kaskaskia
- Kumler
- Lemmon
- Macoupin
- McVey
- Miles Station
- Millsdale
- Morse
- Old Evansville
- Old Westville
- Orchard Place
- Parker City
- Reeders
- Riverview
- Rodden
- Santa Fe Park
- Schoper
- Stanchnikville
- Vishnu
- Weston
- Womac

### Indiana
- Baltimore
- Chatterton
- Chesapeake
- Collins
- Glen Hall
- Heath
- Monument City
- Sloan
- Gary

### Iowa
- Big Spring
- Bryantsburg
- Buchanan
- Donnan
- Doris
- Dudley
- Elkport
- Green Island
- Littleport
- Motor
- National
- Shady Grove

### Kansas
- Achilles
- Annelly
- Conway
- Coronado
- Farmer City
- Kill Creek
- Pawnee
- Sibley

### Kentucky
- Creelsboro
- Paradise
- Scuffletown

### Louisiane
- Venice
- Waterloo

### Maine
- Flagstaff (submergée pour créer le lac Flagstaff)
- Perkins Township (Swan Island, à l'origine la ville de Perkins mais abandonnée dans les années 1940)

### Maryland
- Altamont (en)
- Blooming Rose
- Broad Creek (en)
- Daniels (en)
- Davis
- Frankville
- Frenchtown (en)
- Kempton
- Kendall
- Lapidum (en)
- Selbysport (en)
- Sinepuxent (en)
- Skipnish
- Thomas
- East Vindex (en)
- Wagner's Point (en)
- Wallman
- Wilson (en)

### Massachusetts
- Dana (submergée pour créer le Quabbin Reservoir)
- Enfield (submergée pour créer le Quabbin Reservoir)
- Greenwich (submergée pour créer le Quabbin Reservoir)
- North Bridgewater (située entre les villes actuelles de West Bridgewater et Brockton)
- Prescott (en) (submergée pour créer le réservoir Quabbin)
- Dogtown (sur Cape Ann, entre les villes actuelles de Rockport et Gloucester)

### Michigan
- Ada
- Alba
- Alcona
- Antrim City
- Aral
- Atkinson
- Berringer Corners
- Berryville
- Bertrand
- Big Rock
- Bingham
- Bond's Mill
- Branch
- Calvin Center
- Cambridge Junction
- Chase
- Climax
- Cleon
- Colonville
- Comins
- Crawfords Quarry
- Crescent
- Crofton
- Damon
- Delta Mills
- Deward
- Dighton
- Duck Lake
- Eckford
- Edwardsburg
- Eschol
- Essex
- Eureka
- Falmouth
- Fayette
- Federman
- Fiborn Quarry
- Fish Lake
- Fouch
- Frederick
- Geloster
- Gibbs City
- Grafton
- Goo
- Hallock
- Haring
- Harlan
- Harietta
- Havre
- Henry
- Herron
- Hodunk
- Hoxeyville
- Idlewild
- Isadore
- Jacktown
- Jennings
- Kensington
- Leer
- Lupton
- Mabel
- Mandan (comté de Keweenaw)
- Manseau
- Mansfield
- Marlborough
- Mayfield
- Mears
- Mentha
- Meredith
- Metz
- Milton
- Mikado
- Mitchell
- Mottville
- Nessen City
- Nicholsville
- North Unity
- Norwood
- Onominee
- Osseo
- Park Lake
- Peacock
- Pennock
- Pere Cheney
- Pinckney
- Pinnebog
- Pinnepog
- Podunk
- Pokagon
- Portage
- Port Sheldon
- Potts
- Prairieville
- Print
- Quinn
- Rattle Run
- Richland
- Robinson
- Schoolcraft
- Selkirk
- Sharon
- Shavehead
- Shelldrake
- Sigma
- South Assyria
- South Boardman
- Sparr
- Springvale
- Stittsville
- Stover
- Stratford
- Superior
- Temple
- Thompsonville
- Tunk
- Union
- Volinia
- Wadhams
- Walton
- Waters
- Watervale
- Wekwagamaw
- Westwood
- Wetzell
- Whiskey Creek
- Whitefish Point
- Williamsburg
- Wilson

### Minnesota
- Ashton
- Almon
- Belle River
- Blue Hill
- Chengwatana
- Chippewa
- Clayton
- Costin Village
- Craigsville
- Dale
- Dell
- Enterprise
- Forestville
- Frank Hill
- Grover
- Homedahl
- Iron Junction
- New Prairie
- Oak Lake
- Pelan
- Pomme De Terre
- San Francisco
- Shell City
- Spina
- Springsville
- Vicksberg
- Whitewater Falls
- Winner

### Mississippi
- Bankston
- Brewton
- Cotton Gin Port
- Gainesville
- Holmesville
- Napoleon
- Rodney
- Woolworth
- Wontierioniasiopolis

### Missouri
- Goldman
- Hamburg ***
- Howell  ***
- Monark Springs
- Possum Trot
- Times Beach
- Toonerville  ***
- Xenia

### Nebraska
- Spring Ranche
- Omadi

### New Hampshire
- Livermore

### New Jersey
- Aserdaten
- Atsion
- Batsto Village (ville fantôme transformée par la suite en musée en plein air)
- Buckingham
- Cedar Grove (à l'ouest de Barnegat)
- Charleytown
- Double Trouble
- Feltville (dans la réserve Watchung)
- Howardsville
- Borough of Island Beach
- Lebanon
- Mount Misery
- Ong's Hat
- Pasadena
- Pointville
- Port Elizabeth (à ne pas confondre avec Elizabethport)
- Raritan Landing
- Red Oak Grove
- South Cape May

### Nouveau-Mexique
- Baldy Town
- Cabezon
- Chloride
- Dawson
- El Ojo Del Padre
- Elizabethtown
- Hagan
- Hermosa
- Gobernador
- Gran Quivira (incluse dans le Salinas Pueblo Missions National Monument)
- Lake Valley
- Mentmore
- Mowry
- Santa Rita
- Shakespeare
- Steins
- Tyrone
- Vinegaroon (à l'est de La Luz, comté d'Otero, à l'embouchure de La Borcita)

### New York
- Doodletown
- Tahawus
- Conklingville (submergée par la Grand lac Sacandaga Lake
- Love Canal

### Ohio
- Ai
- Blue Ball
- Knockemstiff
- Moonville
- New Burlington
- New Hampton
- Revenge
- Rumley
- San Toy
- Utopia
- Wonderland

### Oregon
- Andrews
- Ashwood
- Austin
- Bourne
- Bridal Veil
- Cascadia
- Champoeg
- Cornucopia
- Danner
- Ellendale
- Flora
- Galena
- Granite
- Greenhorn
- Hardman
- Idiotville
- Jimtown
- Kernville
- Lonerock
- Ordnance
- Richmond
- Shaniko
- Sparta
- Sumpter
- Susanville
- Valsetz
- Waldo
- Whitney
- Zena

### Pennsylvanie
- Byrnesville
- Centralia
- Frick's Lock
- Ingleby
- Livermore
- Pithole
- Red Hot
- Scotia
- Wehrum
- Yellow Springs
- Masten (d)

### Rhode Island
- Hanton City

### Tennessee
- Elkmont

### Utah
- Cisco
- Grafton
- Hiawatha
- Keetley
- Mercur
- Modena
- Murdock
- Priest hill
- Sego
- Soldier Summit
- Spring Canyon
- Standardville
- Thistle
- Lucin

### Vermont
- Glastenbury
- Ricker Basin
- Smith Family Farms
- Somerset

### Virginie
- Elko Tract
- Jamestown
- Lignite

### Virginie-Occidentale
- Blue Sulphur Springs
- Brink
- Devon
- Eagle
- Freed
- Goodwill
- Jerryville
- Layland
- Lobelia
- Pearlytown
- Putney
- Rutherford
- Sewell
- Thurmond

### Washington
- Alpine
- Baird
- Blewett
- Bossburg
- Curlew
- Franklin
- Frankfort
- Goshen
- Hanford
- Hot Springs
- Kennedy
- Lester
- Liberty
- Molson
- Nagrom
- Orient
- Queets
- Seabeck
- Tono
- Trinidad
- Trinity
- Wellington
- Weston
- White Bluffs

### Wisconsin
- Ranney
- Ulao

### Wyoming
- Bessemer
- Bryan
- Hecla
- Jeffrey City
- Jireh
- Lost Springs
- Miner's Delight
- Piedmont
- South Pass City
- Sherman
- Tubb Town
- Van Tassell